# دة غرجي
دة غرجي هي قرية في مقاطعة أشنوية، إيران. عدد سكان هذه القرية هو 522 في سنة 2006.